# Mosetse
Mosetse est une ville du Botswana.